# Línea 483 (Interurbanos Madrid)
La línea 483 de la red de autobuses interurbanos de Madrid une el área intermodal de Aluche (Madrid) con la Vereda de los Estudiantes de Leganés. 

## Historia
La línea finalizaba originalmente en el barrio de El Carrascal, con su cabecera ubicada en la avenida Rey Juan Carlos I, en las inmediaciones del centro comercial Parquesur. Prestaba servicio a los barrios de La Fortuna, Quinto Centenario, Zarzaquemada y El Carrascal, todos ellos en el municipio de Leganés.
El día 15 de enero de 2011, con la puesta en marcha de la línea 1 de la red de autobuses urbanos de Leganés, se modificó el recorrido de esta línea a partir del barrio de Zarzaquemada. El nuevo trazado discurría por la calle de la Rioja y la avenida de Gibraltar, finalizando en el interior del barrio de Vereda de los Estudiantes. Parte del recorrido original fue absorbido por la nueva línea 1, que incluyó en su itinerario el paso por El Carrascal.
La nueva cabecera en Leganés se estableció al inicio de la calle Pontevedra, convirtiéndose, junto con la línea 1, en las primeras en prestar servicio dentro del barrio de Vereda de los Estudiantes.

## Características
Esta línea une la capital con Leganés, atravesando los barrios de Zarzaquemada, La Fortuna y Vereda de los Estudiantes en un trayecto de 35 minutos de duración.
La línea no mantiene los mismos horarios todo el año, desde el 1 de julio al 31 de agosto se reducen el número de expediciones, además de los días excepcionales vísperas de festivo y festivos de Navidad en los que los horarios también cambian y se reducen.
Es operada por la empresa Martín mediante la concesión administrativa VCM-404 - Madrid – Leganés – Fuenlabrada (Viajeros Comunidad de Madrid) del Consorcio Regional de Transportes de Madrid.

## Horarios
| Lunes a viernes laborables (Vigente de 1 de septiembre a 30 de junio) |
| A 6:00 - 6:15                                                         |
| De 6:40 a 22:35 cada 14-16 minutos                                    |
| A 22:45 - 23:07 - 23:37 - 24:00                                       |
| Lunes a viernes laborables (Vigente julio)                            |
| De 6:24 a 23:48 cada 18 minutos                                       |
| A 24:00                                                               |
| Lunes a viernes laborables (Vigente agosto)                           |
| De 6:00 a 20:48 cada 23-30 minutos                                    |
| A 21:00                                                               |
| De 21:30 a 24:00 cada 30 minutos                                      |
| Sábados laborables (Vigente de 1 de septiembre a 30 de junio)         |
| De 6:15 a 22:30 cada 20-25 minutos                                    |
| A 23:15 - 24:00                                                       |
| Sábados laborables (Vigente julio)                                    |
| De 6:15 a 24:00 cada 23-30 minutos                                    |
| Sábados laborables (Vigente agosto)                                   |
| De 6:15 a 23:20 cada 29-35 minutos                                    |
| A 24:00                                                               |
| Domingos y festivos (Vigente de 1 de septiembre a 30 de junio)        |
| De 8:00 a 22:40 cada 30-35 minutos                                    |
| A 23:20 - 24:00                                                       |
| Domingos y festivos (Vigente de 1 de julio a 31 de agosto)            |
| De 8:00 a 24:00 cada 36-37 minutos                                    |

| Lunes a viernes laborables (Vigente de 1 de septiembre a 30 de junio) |
| A 5:25 - 5:45                                                         |
| De 6:05 a 7:44 cada 10-15 minutos                                     |
| De 8:00 a 21:50 cada 14-16 minutos                                    |
| A 22:02 - 22:28 - 22:54 - 23:20                                       |
| Lunes a viernes laborables (Vigente julio)                            |
| De 5:30 a 23:12 cada 18 minutos                                       |
| Lunes a viernes laborables (Vigente agosto)                           |
| De 5:25 a 23:20 cada 20-30 minutos                                    |
| Sábados laborables (Vigente de 1 de septiembre a 30 de junio)         |
| De 5:30 a 21:45 cada 20-25 minutos                                    |
| A 22:30 - 23:15                                                       |
| Sábados laborables (Vigente julio)                                    |
| De 5:30 a 16:55 cada 21-30 minutos                                    |
| A 17:12                                                               |
| De 17:35 a 23:00 cada 21-30 minutos                                   |
| Sábados laborables (Vigente agosto)                                   |
| De 5:30 a 22:00 cada 29-35 minutos                                    |
| A 22:40 - 23:20                                                       |
| Domingos y festivos (Vigente de 1 de septiembre a 30 de junio)        |
| De 7:10 a 21:40 cada 30 minutos                                       |
| A 22:20 - 23:00                                                       |
| Domingos y festivos (Vigente de 1 de julio a 31 de agosto)            |
| De 7:10 a 23:00 cada 36-40 minutos                                    |

## Recorrido y paradas
El itinerario comienza en la Estación de Aluche, y sigue por las calles Rafael Finat y Millán Astray, en Madrid. Para llegar hasta Leganés, utiliza la carretera M-411, y recorre el barrio de La Fortuna. Dentro de Leganés, se acerca a los barrios de V Centenario, Zarzaquemada, Flores (Estación de Casa del Reloj), El Candil y Vereda de los Estudiantes.

### Sentido Leganés
| Código | Parada                                   | Común con                                     | Conexiones con Metro y Cercanías | Municipio | Zona |
| ------ | ---------------------------------------- | --------------------------------------------- | -------------------------------- | --------- | ---- |
| 08380  | Intercambiador de Aluche                 | 482 485 487 491 492 493 561 561A 561B 563 591 | Aluche                           | Madrid    |      |
| 578    | Rafael Finat-Avenida de las Águilas      | 17 138 487                                    |                                  | Madrid    |      |
| 580    | Rafael Finat-Valle Inclán                | 17 138 487                                    |                                  | Madrid    |      |
| 362    | Millán Astray                            | 34 155 487                                    |                                  | Madrid    |      |
| 360    | Colonia Aviación                         | 34 155 487                                    |                                  | Madrid    |      |
| 627    | La Fortuna-Joaquín Turina                | 155 486 487                                   |                                  | Madrid    |      |
| 07586  | Ctra. Barrio de La Fortuna - Xilófono    | 486 487                                       |                                  | Madrid    |      |
| 07589  | Ctra. Barrio de La Fortuna - Instituto   | 486 487                                       |                                  | Madrid    |      |
| 08029  | Fátima - San Bernardo                    | 486 487 1                                     |                                  | Leganés   |      |
| 15143  | Fátima - Av. Libertad                    | 486 487 1                                     |                                  | Leganés   |      |
| 15144  | San Juan - Polideportivo                 | 486 487 1                                     |                                  | Leganés   |      |
| 16606  | Lisboa - Coimbra                         |                                               |                                  | Leganés   |      |
| 16608  | Lisboa - Beja                            | 1                                             |                                  | Leganés   |      |
| 16604  | San Pedro - Portalegre                   |                                               |                                  | Leganés   |      |
| 16602  | San Pedro - Oporto                       | 486 487 1                                     | La Fortuna                       | Leganés   |      |
| 15147  | San Luis - Jardines García Lorca         | 486 487 1                                     |                                  | Leganés   |      |
| 15530  | Álava - Vizcaya                          | 486                                           |                                  | Leganés   |      |
| 17803  | Av América Latina - Anita Martínez       | 486 487 1                                     |                                  | Leganés   |      |
| 07985  | Sefarditas - Obelisco V Centenario       | 1                                             |                                  | Leganés   |      |
| 12114  | Jesús M. Haddad Blanco - Centro de salud | 1                                             |                                  | Leganés   |      |
| 07929  | Av. Mar Mediterráneo - Centro de salud   | 1                                             |                                  | Leganés   |      |
| 07894  | Av. Dos de Mayo - Av. Fuenlabrada        | 488                                           |                                  | Leganés   |      |
| 07924  | Av. Rey Juan Carlos I - La Rioja         | 432 485 488 497 1                             |                                  | Leganés   |      |
| 09511  | Monegros - Av. Rey Juan Carlos I         | 481 497 1                                     | Julián Besteiro                  | Leganés   |      |
| 07966  | Monegros - Panadés                       | 484 497 1                                     |                                  | Leganés   |      |
| 07964  | Monegros - Colegio                       | 484 497 1                                     |                                  | Leganés   |      |
| 07962  | Monegros - Ribeiro                       | 484 497 1                                     |                                  | Leganés   |      |
| 07957  | Monegros - Mayorazgo                     | 480 481 484 488 1                             |                                  | Leganés   |      |
| 07955  | Monegros - Av. Rey Juan Carlos I         | 480 481 484 488 1                             |                                  | Leganés   |      |
| 07953  | Rioja - Av. Rey Juan Carlos I            | 432 480 481 484 488                           |                                  | Leganés   |      |
| 07951  | Rioja - Alcudia                          | 432 480 481 484 488                           |                                  | Leganés   |      |
| 07927  | Rioja - Colegio                          | 432 480 481 484 488                           |                                  | Leganés   |      |
| 12745  | Av. Gibraltar - Casa del Reloj           | 450 1                                         | Casa del Reloj                   | Leganés   |      |
| 07895  | Av. Museo - Pza. Joan Manuel Serrat      | 450 468 481 1                                 |                                  | Leganés   |      |
| 07937  | Lugo - Centro de mayores                 | 450 468 481 1                                 |                                  | Leganés   |      |
| 18319  | Granada - Ctra. M406                     | 1                                             |                                  | Leganés   |      |
| 18322  | Zamora - Córdoba                         | 1                                             |                                  | Leganés   |      |
| 18324  | Pontevedra - Huelva                      | 1                                             |                                  | Leganés   |      |

### Sentido Madrid
| Código | Parada                                     | Común con                                     | Conexiones con Metro y Cercanías | Municipio | Zona |
| ------ | ------------------------------------------ | --------------------------------------------- | -------------------------------- | --------- | ---- |
| 18323  | Pontevedra - Huelva                        | 1                                             |                                  | Leganés   |      |
| 18321  | Zamora - Cuenca                            | 1                                             |                                  | Leganés   |      |
| 18320  | Av. Valladolid - Ctra. M406                | 1                                             |                                  | Leganés   |      |
| 07936  | Av. Museo - Centro de mayores              | 450 468 481 1                                 |                                  | Leganés   |      |
| 07896  | Av. Museo - Pza. Joan Manuel Serrat        | 450 468 481 1                                 |                                  | Leganés   |      |
| 12744  | Av. Gibraltar - Casa del Reloj             | 450 1                                         | Casa del Reloj                   | Leganés   |      |
| 07928  | Rioja - Colegio                            | 432 480 481 484 488                           |                                  | Leganés   |      |
| 07952  | Rioja - Almunia                            | 432 480 481 484 488                           |                                  | Leganés   |      |
| 07954  | Rioja - Av. Juan Carlos I                  | 432 480 481 484 488                           |                                  | Leganés   |      |
| 16211  | Monegros - Priorato                        | 480 481 484 488 1                             |                                  | Leganés   |      |
| 07958  | Monegros - Mayorazgo                       | 480 481 484 488 1                             |                                  | Leganés   |      |
| 07961  | Monegros - Ribeiro                         | 484 497 1                                     |                                  | Leganés   |      |
| 07963  | Monegros - Colegio                         | 484 497 1                                     |                                  | Leganés   |      |
| 07965  | Monegros - Av. de la Mancha                | 484 497 1                                     |                                  | Leganés   |      |
| 09512  | Monegros - Av. Rey Juan Carlos I           | 481 497 1                                     | Julián Besteiro                  | Leganés   |      |
| 07923  | Av. Rey Juan Carlos I - Monegros           | 432 485 488 497 1                             |                                  | Leganés   |      |
| 07915  | Av. Dos de Mayo - Seguridad Social         | 488                                           |                                  | Leganés   |      |
| 07910  | Av. Mar Mediterráneo - Río Duero           |                                               |                                  | Leganés   |      |
| 12115  | Jesús M. Haddad Blanco - Centro de salud   | 1                                             |                                  | Leganés   |      |
| 08140  | Sefarditas - Obelisco V Centenario         | 1                                             |                                  | Leganés   |      |
| 17804  | Av América Latina - Brasil                 | 486 487 1                                     |                                  | Leganés   |      |
| 15530  | Álava - Vizcaya                            | 486                                           |                                  | Leganés   |      |
| 16600  | San Luis - Jardines García Lorca           |                                               |                                  | Leganés   |      |
| 16601  | San Pedro - San Agustín                    |                                               | La Fortuna                       | Leganés   |      |
| 16603  | San Pedro - San Fernando                   |                                               |                                  | Leganés   |      |
| 16605  | Beja - Braganza                            | 1                                             |                                  | Leganés   |      |
| 16607  | Coimbra - Jesús                            | 486 487 1                                     |                                  | Leganés   |      |
| 15145  | Pza. San Antonio de la Florida - San Amado | 486 487 1                                     |                                  | Leganés   |      |
| 16610  | Santo Domingo - San José                   | 486 487 1                                     |                                  | Leganés   |      |
| 08035  | San Bernardo - Santa Catalina              | 486 487                                       |                                  | Leganés   |      |
| 07588  | Ctra. Barrio de La Fortuna - Asilo         | 486 487                                       |                                  | Madrid    |      |
| 07587  | Ctra. Barrio de La Fortuna - Av. La Peseta | 486 487                                       |                                  | Madrid    |      |
| 4265   | La Fortuna - Joaquín Turina                | 155 486 487                                   |                                  | Madrid    |      |
| 359    | Colonia Aviación                           | 34 155 487                                    |                                  | Madrid    |      |
| 361    | Millán Astray                              | 34 155 487                                    |                                  | Madrid    |      |
| 581    | Rafael Finat-Valle Inclán                  | 17 138 487                                    |                                  | Madrid    |      |
| 579    | Rafael Finat-Avenida de las Águilas        | 17 138 487                                    |                                  | Madrid    |      |
| 08380  | Intercambiador de Aluche                   | 482 485 487 491 492 493 561 561A 561B 563 591 | Aluche                           | Madrid    |      |